# James McAtee
James McAtee, né le 18 octobre 2002 à Salford en Angleterre, est un footballeur anglais qui évolue au poste de milieu offensif à Nottingham Forest.

## Biographie

### En club

#### Manchester City
Né à Salford en Angleterre, James McAtee est formé par Manchester City. En novembre 2020 il remporte la FA Youth Cup contre les jeunes du Chelsea FC, en étant notamment l'auteur d'un but, permettant à son équipe de l'emporter (3-2 score final).
Le 21 septembre 2021, James McAtee joue son premier match en professionnel lors d'une rencontre de Coupe de la Ligue anglaise face au Wycombe Wanderers FC. Il entre en jeu lors de cette rencontre remportée par son équipe sur le score large de six buts à zéro,.
Le 2 février 2022, James McAtee prolonge son contrat avec Manchester City jusqu'en juin 2026,.
Il joue son premier match de Ligue des champions le 9 mars 2022 face au Sporting CP (0-0 score final).

#### Prêt à Sheffield United
Le 4 août 2022, James McAtee est prêté pour une saison à Sheffield United.
Le 1er septembre 2023, McAtee est de nouveau prêté à Sheffield United pour la durée d'une saison.

#### Retour à Manchester City
McAtee retourne à Manchester City à la fin de son prêt à Sheffield United, il intègre notamment l'équipe première durant les matchs de pré-saison. Pep Guardiola compte sur lui dans la rotation pour la saison à venir.
Le 11 janvier 2025, McAtee se fait remarquer lors d'une rencontre de Coupe d'Angleterre face à Salford City en réalisant un triplé, le premier de sa carrière. Titulaire ce jour-là, il contribue à la victoire de son équipe par huit buts à zéro,,.

#### Nottingham Forest
James McAtee quitte définitivement Manchester City lors de l'été 2025. Il signe avec Nottingham Forest le 16 août 2025 pour un contrat de cinq ans, soit jusqu'en juin 2030,.

### En sélection
James McAtee compte trois sélections avec l'équipe d'Angleterre des moins de 18 ans et réalise notamment un doublé lors de sa deuxième apparition, le 16 novembre 2019 contre la Norvège (4-4 score final).
Le 6 juin 2022, McAtee est appelé pour la première fois avec l'équipe d'Angleterre espoirs.

## Statistiques
| Saison                | Club                    | Championnat           | Championnat | Championnat | Championnat | Coupe nationale | Coupe nationale | Coupe nationale | Coupe de la Ligue | Coupe de la Ligue | Coupe de la Ligue | Supercoupe | Supercoupe | Supercoupe | Compétition(s) continentale(s) | Compétition(s) continentale(s) | Compétition(s) continentale(s) | Compétition(s) continentale(s) | Supercoupe UEFA | Supercoupe UEFA | Supercoupe UEFA | Total | Total | Total |
| Saison                | Club                    | Division              | M.          | B.          | P.d.        | M.              | B.              | P.d.            | M.                | B.                | P.d.              | M.         | B.         | P.d.       | Comp.                          | M.                             | B.                             | P.d.                           | M.              | B.              | P.d.            | M.    | B.    | P.d.  |
| 2021-2022             | Manchester City         | Premier League        | 2           | 0           | 0           | 2               | 0               | 0               | 1                 | 0                 | 0                 | -          | -          | -          | C1                             | 1                              | 0                              | 0                              | -               | -               | -               | 6     | 0     | 0     |
| 2023-2024             | Manchester City         | Premier League        | 1           | 0           | 0           | -               | -               | -               | -                 | -                 | -                 | -          | -          | -          | -                              | -                              | -                              | -                              | -               | -               | -               | 1     | 0     | 0     |
| 2024-2025             | Manchester City         | Premier League        | 15          | 3           | 0           | 4               | 3               | 0               | 2                 | 0                 | 0                 | 1          | 0          | 0          | C1                             | 5                              | 1                              | 0                              | -               | -               | -               | 27    | 7     | 0     |
| Sous-total            | Sous-total              | Sous-total            | 18          | 3           | 0           | 6               | 3               | 0               | 3                 | 0                 | 0                 | 1          | 0          | 0          | -                              | 6                              | 1                              | 0                              | -               | -               | -               | 34    | 7     | 0     |
| 2022-2023             | Sheffield United (prêt) | Championship          | 37          | 9           | 3           | 5               | 0               | 1               | 1                 | 0                 | 0                 | -          | -          | -          | -                              | -                              | -                              | -                              | -               | -               | -               | 43    | 9     | 4     |
| 2023-2024             | Sheffield United (prêt) | Premier League        | 30          | 3           | 3           | 2               | 2               | 1               | -                 | -                 | -                 | -          | -          | -          | -                              | -                              | -                              | -                              | -               | -               | -               | 32    | 5     | 4     |
| Sous-total            | Sous-total              | Sous-total            | 67          | 12          | 6           | 7               | 2               | 2               | 1                 | 0                 | 0                 | -          | -          | -          | -                              | -                              | -                              | -                              | -               | -               | -               | 75    | 14    | 8     |
| Total sur la carrière | Total sur la carrière   | Total sur la carrière | 85          | 15          | 6           | 13              | 5               | 2               | 4                 | 0                 | 0                 | 1          | 0          | 0          | -                              | 6                              | 1                              | 0                              | -               | -               | -               | 109   | 21    | 8     |

## Palmarès

### En club
- Manchester City
  - Vainqueur du Community Shield en 2024.

- Sheffield United
  - Vice-champion d'Angleterre de deuxième division en 2023.

### En sélection nationale
- Angleterre espoirs
  - Vainqueur du championnat d'Europe espoirs en 2025.